# Pozzo di Giacobbe

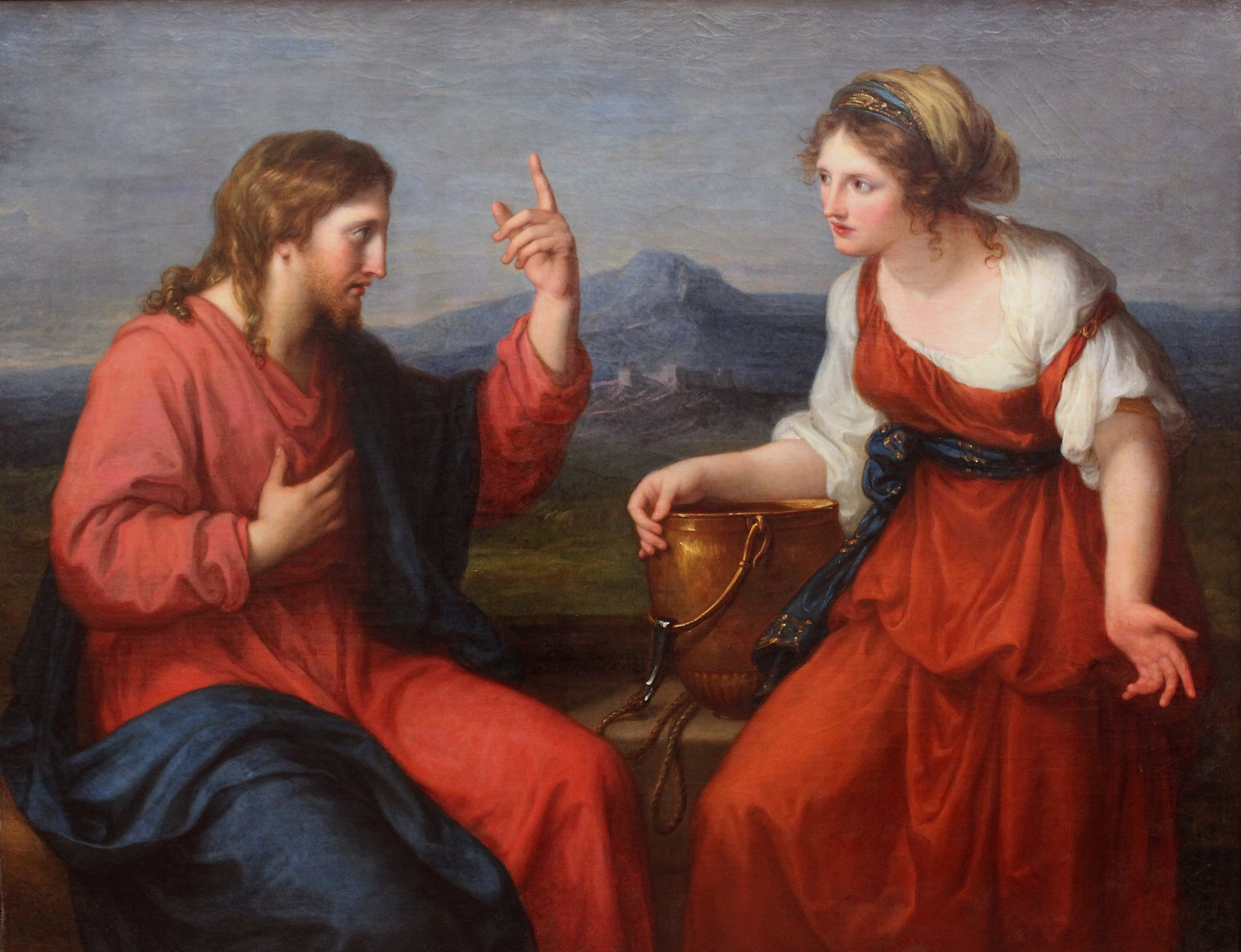
Angelica Kauffmann: Gesù e la Samaritana al pozzo di Giacobbe, Monaco di Baviera, Neue Pinakothek.

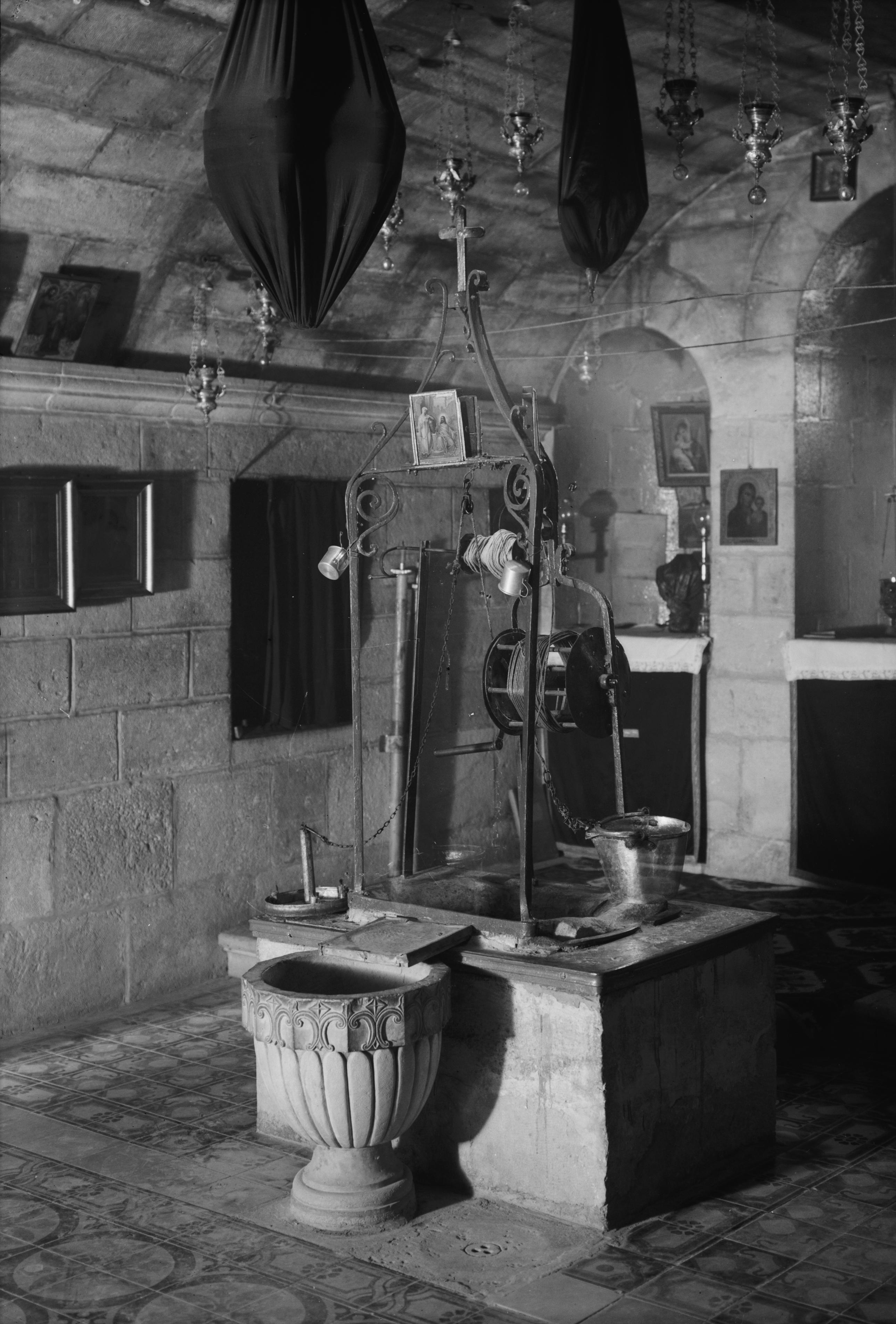
Il pozzo nel XX secolo

Il pozzo di Giacobbe è un pozzo richiamato dalla Bibbia, al capitolo IV del Vangelo secondo Giovanni ove si parla dell'incontro di Gesù con una donna samaritana, ma è anche un luogo dell'Antico Testamento, dove Giacobbe, figlio di Isacco, scavò un pozzo.

## Storia
Il pozzo si trova in Cisgiordania nei pressi di Shechem o Sichem (oggi Nablus). I pozzi, nell'antico Israele, zona non ricca di acque, erano un punto d'incontro, persino per le celebrazioni dei matrimoni.
Nel libro della Genesi si racconta che Giacobbe acquistò la porzione di terreno dove si trovava il pozzo e la lasciò in eredità al figlio Giuseppe, che però morì in Egitto senza potere risiedere sul terreno. Quando gli Ebrei lasciarono l’Egitto, portarono con loro le ossa di Giuseppe, che fu seppellito nella zona del pozzo. Il Vangelo di Giovanni racconta che vicino al pozzo avvenne l’incontro di Gesù con una donna samaritana.
Nel 384 fu costruita sul luogo una piccola chiesa che incorporò il pozzo; il luogo divenne uno dei più importanti santuari dell’epoca bizantina. La chiesa fu distrutta nel corso delle rivolte samaritane del 484 o del 529. Nel 1175 i Crociati costruirono una nuova chiesa, distrutta in seguito alla conquista da parte di Saladino nel 1187. Nel 1860 il terreno fu acquisito dal Patriarcato della Chiesa ortodossa di Gerusalemme, che nel 1863 restaurò il pozzo e la cripta che lo incorporava. Nel 1908 furono intrapresi i lavori per la costruzione di una nuova chiesa, distrutta nel 1927 da un terremoto. Nel 1979 il monaco Philoumenos, custode del pozzo, fu ucciso da un malato mentale ebreo, che fu internato in un ospedale psichiatrico. Nel 1998 padre Giustino, nuovo monaco custode del pozzo, chiese i permessi per ricostruire la chiesa, che fu inaugurata nel 2008.